# Calling America
Singles de Electric Light Orchestra
Stranger
(1983) So Serious
(1986)
Pistes de Balance of Power
Without Someone Endless Lies
Calling America est une chanson d'Electric Light Orchestra tirée de l'album Balance of Power, sortie en 1986. Premier single extrait de l'album, avec Caught in a Trap en face B (ainsi que Destination Unknown sur le maxi 45 tours sorti au Royaume-Uni), elle se classe 28e au Royaume-Uni et 18e aux États-Unis (dernière entrée du groupe dans le Top 20). Cette chanson fut d'ailleurs introduite dans le générique de fin du film Il n'est jamais trop tard sorti en 2011, mettant en vedette Tom Hanks et Julia Roberts.
Le clip de la chanson a été tourné en partie à Paris.